# Egységmátrix
A lineáris algebrában az egységmátrix (vagy n-edrendű egységmátrix) olyan n×n-es négyzetes mátrix, melynek főátlójában csupa 1-esek, a többi helyen 0-k szerepelnek (az n pedig egy tetszőleges pozitív egész számot jelöl). Az egységmátrixot gyakran In-nel, En-nel vagy ha n adott, akkor I-vel vagy E-vel jelölik. (Néhány területen, például a kvantummechanikában megvastagított 1-gyel is jelölik 1).
{\displaystyle I_{1}={\begin{bmatrix}1\end{bmatrix}},\ I_{2}={\begin{bmatrix}1&0\\0&1\end{bmatrix}},\ I_{3}={\begin{bmatrix}1&0&0\\0&1&0\\0&0&1\end{bmatrix}},\ \cdots ,\ I_{n}={\begin{bmatrix}1&0&\cdots &0\\0&1&\cdots &0\\\vdots &\vdots &\ddots &\vdots \\0&0&\cdots &1\end{bmatrix}},\ \cdots }

## Definiáló tulajdonság
Ha T test és Mn(T) a T feletti n×n-es mátrixok algebrája, akkor egyetlen olyan {\displaystyle I_{n}} ∈ Mn(T) mátrix van, melyre teljesül, hogy minden A ∈ Mn(T)-re:
{\displaystyle I_{n}A=AI_{n}=A\,}
és ahol az I főátlójában T egységeleme (1), a többi helyen pedig T zéruseleme (0) áll, és ez az n-edrendű egységmátrix.  
Másként szólva ez azt jelenti, hogy {\displaystyle I_{n}} az n×n-es mátrixok multiplikatív (a mátrixszorzás műveletével képzett) csoportjának, azaz a GL(n, T) általános lineáris csoportnak egységeleme, illetve hogy az Mn(T) algebra egységelemes.
Ugyanis világos, hogy a diagonális, a főátlójában csupa egyest tartalmazó mátrix rendelkezik a fenti tulajdonsággal, másrészt ha lenne két ilyen tulajdonságú mátrix, mondjuk {\displaystyle I} és {\displaystyle I}*, akkor az {\displaystyle I} = {\displaystyle I} {\displaystyle \cdot } {\displaystyle I}* = {\displaystyle I}* {\displaystyle \cdot } {\displaystyle I}* = {\displaystyle I}* egyenlőség miatt ezek egyenlők lennének. Az egyetlen ilyen tulajdonságú mátrix tehát az egységmátrix.
Általában egy T test feletti bármilyen dimenziójú mátrixok halmazában (melyben az összeadás és a szorzás csak parciálisan értelmezett, hisz csak a megfelelő alakú mátrixokkal végezhetők el) igaz az egységmátrixokra, hogy
{\displaystyle I_{m}A=AI_{n}=A\,}
és
{\displaystyle BI_{m}=I_{n}B=B\,}
minden A-val jelölt m×n-es és B-vel jelölt n×m-es mátrixra.

## További tulajdonságok
Minden n-re:
- {\displaystyle I_{n}=I_{n}^{2}=I_{n}^{3}=I_{n}^{4}=\dots }
- rangja n
- minden λ∈T-re {\displaystyle \lambda \cdot I_{n}={\begin{bmatrix}\lambda &0&\cdots &0\\0&\lambda &\cdots &0\\\vdots &\vdots &\ddots &\vdots \\0&0&\cdots &\lambda \end{bmatrix}}}
- {\displaystyle I_{n}} determinánsa egy, azaz {\displaystyle \mathrm {det} (I_{n})=1} (hiszen nem növel térfogatot)
- {\displaystyle I_{n}} invertálható, inverze önmaga: {\displaystyle I_{n}^{-1}=I_{n}}
- az egyetlen olyan idempotens mátrix, melynek determinánsa nem 0
- egyetlen sajátértéke az 1 és minden vektor ezzel a számmal sajátvektora
- minden bázisban {\displaystyle [I]=\mathrm {diag} (1,1,...,1_{(n)})} a diagonalizációja (azaz önmaga)
- ebből következik, hogy a nyoma n, azaz {\displaystyle \mathrm {trace} (I_{n})=n}
- {\displaystyle \mathrm {e} ^{I_{n}}=\mathrm {e} \cdot I_{n}}

Ez utóbbi azért van, mert tetszőleges kvadratikus A mátrixot formálisan behelyettesítve az exponenciális függvény Taylor-sorába:
{\displaystyle \mathrm {e} ^{A}=\sum \limits _{k=0}^{\infty }{\frac {1}{k!}}A^{k}=I+A+{\frac {1}{2!}}A^{2}+{\frac {1}{3!}}A^{3}+\cdots \,,}
így az {\displaystyle A=I_{n}} esetben a sorfejés jobb oldalának főátlójában a {\displaystyle \sum _{k=0}^{\infty }{\frac {1}{k!}}} sorösszeg van, ami e-vel egyenlő, míg a főátlón kívüli elemekre a jobb oldal 0-t ad.

## Mint lineáris leképezés
Ha V a T test feletti n-dimenziós vektortér, akkor a V egy B bázisára vonatkozóan felírható tetszőleges lineáris leképezés mátrixa. Ebből a szempontból az In egységmátrix az x {\displaystyle \mapsto } x identitásleképezés mátrixa akármelyik bázisban:
{\displaystyle [I]_{B}=[I]_{C}=I_{n}\,}
ha B és C a V tetszőleges bázisa.
Világos, hogy a lineáris leképezések terében az identitásleképezéssel való kompozíció és az egységmátrixszal való szorzás is azonosítható.

## Kronecker-szimbólum
Az n×n-es mátrixok nem mások, mint az (i, j) alakú párokon értelmezett T-be képező függvények, ahol 1 ≤ i, j ≤ n. Ebben az értelemben az egységmátrix azonos a Kronecker-féle δ függvénnyel, melyre:
{\displaystyle \delta _{ij}=\left\{{\begin{matrix}1,&\mathrm {ha} &i=j\\0,&\mathrm {ha} &i\neq j\end{matrix}}\right.}
és így
{\displaystyle (I_{n})_{ij}=\delta _{ij}\,}
minden 1 ≤ i, j ≤ n-re.

## Egységgyökök
Egy n×n-es A mátrixot k-adik egységgyöknek nevezünk, ha az A mátrix k-adik hatványa az n-edrendű egységmátrix. Például a 2 × 2-es egységnégyzetgyökök:
{\displaystyle {\begin{pmatrix}\pm d&{\frac {1-d^{2}}{c}}\\c&\mp d\end{pmatrix}}} ill. {\displaystyle {\begin{pmatrix}\pm d&c\\{\frac {1-d^{2}}{c}}&\mp d\end{pmatrix}}}